# کولمن ماکوکه
کولمن ماکوکه (انگلیسی: Colman Makouké؛ زادهٔ ۷ ژوئن ۱۹۹۰) بازیکن فوتبال است.
وی همچنین در تیم ملی فوتبال جزیره گوادلوپ بازی کرده‌است.